# USS LST-634
O USS LST-634 foi um navio de guerra norte-americano da classe LST que operou durante a Segunda Guerra Mundial.